# بان روثوال
بان روثوال (بالإنجليزية: Ben Rothwell)‏ (17 أكتوبر 1981 - ) هو لاعب أمريكي محترف في الفنون القتالية المختلطة.